# ノーマン・ニュートン
ノーマン・トーマス・ニュートン （Norman Thomas Newton、1898年4月21日 - 1992年9月12日）は、アメリカのランドスケープアーキテクトであり、 ローマ賞受賞者。 ハーバード大学元教授として後進の指導にあたる。

## キャリア
1898年、ペンシルベニア州コリーで生まれたニュートンは、1919年にコーネル大学を卒業し、1920年にコーネルでランドスケープデザインの修士号を取得。 1923年にローマ賞を受賞した彼は、ローマのアメリカンアカデミーで 3年間レジデントフェローとして過ごし、そこでイタリアの別荘の庭園を研究し、ランドスケープアーキテクトとしての将来のため訓練につとめた。 

### 自由の女神
ニューヨークに戻り、1932年に自身の事務所を設立する前に、 Feruccio Vitaleに勤務。 彼は市民保護隊の後援の下で公共事業プロジェクトに関与するように努めた。その後国立公園局の北東地域の常駐のランドスケープアーキテクトに任命され、 自由の女神の周縁地の再設計を担当。 当時ベドローズ島と呼ばれていたものに対する彼のマスタープランは、陸軍兵舎を撤去し、芝生と歩道を追加することを求めていた。 彼の他の公共事業プロジェクトには、マサチューセッツ州セーラムのダービーワーフのカスタムハウスとサラトガ戦場国立歴史公園のマスタープランなどがある。

### 第二次世界大戦
1918年に米海兵隊予備軍の航空士官候補生を務めていた。第2次世界大戦で上級モニュメント・オフィサーとしてイタリアに渡り、当初第330航空サービスグループに所属し、その後イギリス第8軍に所属した 。 彼は破損した建築記念碑を調査し、連合軍の将校と軍隊に建物の歴史的価値について助言する職に従事。 彼はイタリアの当局者に、どの建物をすぐに修復する必要があるか、どの建物を後で行うことができるかを指示していた。

### その後の経歴
ノーマンは1939年にハーバード大学デザイン大学院に勤務し、戦時を除いて1967年に引退するまで勤めた。 彼はアメリカ造園家協会のフェローであり、1957年から1961年まで会長職。  

## 人物
ニュートンは、 アメリカ陸軍航空軍において記念碑、美術、およびアーカイブ（MFAA）の役員として中佐のランク。 イタリア政府は司令官の称号聖マウリッツィオ・ラザロ勲章、イタリアのグランド王冠を、彼に授与している。イタリア連帯の星勲章 は、1950年に 。ニュートンはその業績により、ブラッドフォードウィリアムズメダル、 ASLAメダル、 チャールズエリオットランドスケープアーキテクチャ教授の称号を獲得している。  